# Національний історико-етнографічний музей Японії
Націона́льний істо́рико-етнографі́чний музе́й (яп. 国立歴史民俗博物館, こくりつれきしみんぞくはくぶつかん, МФА: [kokuɾʲt͡su ɾekʲi̥ɕi mʲind͡zoku haku̥but͡su̥kaɴ]) — державний музей в Японії. Зберігає та експонує матеріали, присвячені археології, історії, мистецтву, ремеслам країни. Розташований у місті Сакура префектури Тіба. Скорочена назва — Історичний музей.

## Короткі відомості
Національний історико-етнографічний музей відкрився 1983 року. Він був створений з метою сприяння розвиткові досліджень в галузі історії та культури Японії. Будівля установи знаходилася на місці руїн колишнього замку Сакура.
Попередником музею був Національний музей при Управлінні культури Міністерства культури Японії, створений 1977 року. Зусиллями історика Іноуе Міцусади установа була передана Академічно-міжнародному відділу Міністерства й отримала статус наукового інституту. Після офіційного відкриття в 1983 році та адміністративної реформи 2001 року, Національний історико-етнографічний музей перебував під контролем Відділу наукового сприяння.
Окрім зберігання і експонування джерел з історії, археології та етнографії Японії, музей надає інформаційну підтримку науковцям гуманітарних наук, що працюють в Японії і за кордоном. Доступ до матеріалів установи мають більшість університетів країни.
Основна експозиція музею складається з 13 тематичних залів, присвячених побуту звичайних японців від неоліту до сьогодення.
До цінних експонатів Національного історико-етнографічного музею належить чимало національних скарбів Японії. Серед них «Історичні записки» Сима Цяня та «Книга Хань», видані в часи династії Сун, стародавні японські карти, середньовічні ширми «Столиця і околиці», «План Едо», «План Сакая» тощо. Музей також має великі колекції монет Окави Тенкендо та колекцію стародавнього одягу Номури Сьодзіро.
Національний історико-етнографічний музей підтримує партнероські стосунки із Осацьким Національним етнологічним музеєм.